# Tyringe badanstalt och sanatorium

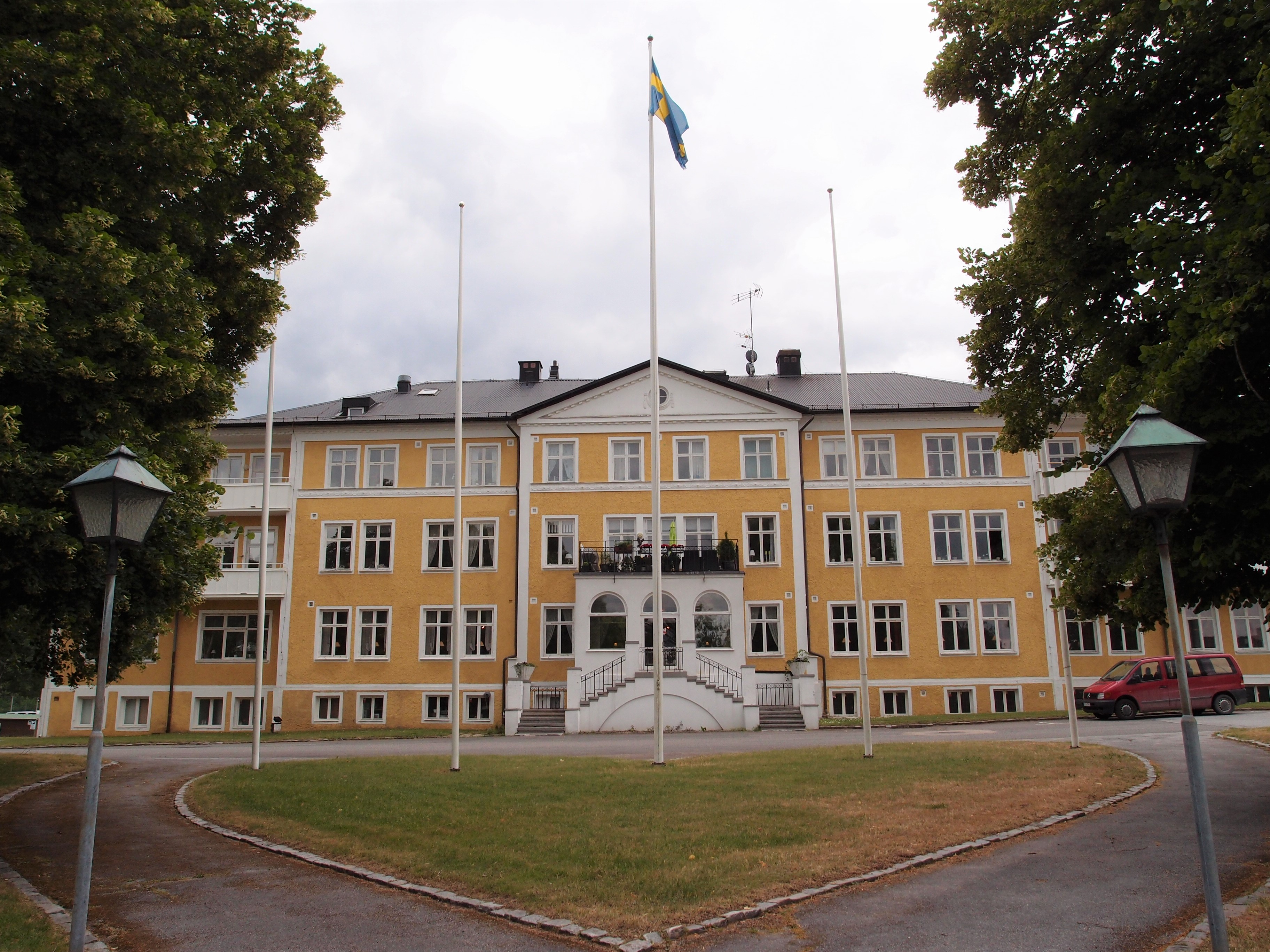
Tyringe kurhotell

Tyringe badanstalt och sanatorium, i Hässleholms kommun i Skåne län, var en av de större anstalterna för bot och rekreation i Sverige. Anstalten öppnades 1907 och kunde erbjuda såväl vila som olika slag av bad. På 1960-talet bytte man inriktning och namn till Tyringe kurhotell.

## Historik
År 1894 flyttade affärsmannen August Bergman (1849-1921) från Helsingborg till Tyringe på inrådan av sin läkare. Den höga, rena luften där skulle vara bra för Bergman. Det fanns många kurorter för vila och rekreation i såväl Europa som i Sverige vid den här tiden. 1903 fick Bergman idén att starta en kuranläggning även i Tyringe i norra Skåne. Orten var högt belägen, det fanns vacker natur och bra kommunikationer genom att Tyringe låg vid järnvägen Helsingborg-Hässleholm. 1904 bildades bolaget Tyringe vattenkuranstalt av Bergman och köpmannen John Hyldentång. Verksamheten startade 1905 med Otto Reimers (1865–1951) som läkare. Den behandling som erbjöds var främst sol, luft och bad. Man hann emellertid knappt komma igång innan man tvingades att upphöra. Det insamlade aktiekapitalet, cirka 50 000 kr, räckte inte.

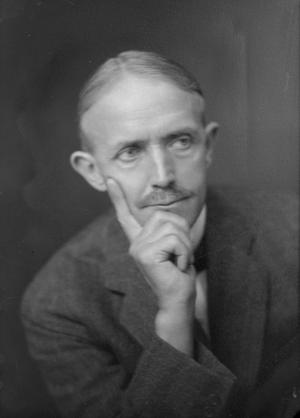
Otto Reimers

Reimers trodde dock på idén, eftersom han tidigare hade arbetat vid Skövde vattenkuranstalt, Skagersbrunns badanstalt och vid badet i Grebbestad samt hade erfarenhet av tyska kurorter. Han lyckades köpa anläggningen och kunde 1907 starta Tyringe Badanstalt och Sanatorium. Till en början angavs, att anstalten var en Kneippkuranstalt, vilket syftade på behandlingsmetoder som då var populära och som hade tagits fram av tysken Sebastian Kneipp. Reimers modifierade metoderna och kom att så småningom helt överge dem.
Otto Reimers var från 1914 direktör för verksamheten och drev anläggningen utan några dramatiska förändringar till 1942, då sonen Arne Reimers tog över. Även han var läkare. 1950-talet blev en nedgångstid för kuranstalterna i Sverige i samband med att kommuner och landsting tog ett större ansvar för sjukvård och rehabilitering. De verksamheter som överlevde gjorde det genom att pröva nya inriktningar. Så skedde också i Tyringe. 
August Bergmans ättlingar köpte verksamheten i början av 1960-talet, 1966 blev byggmästare Arne Wihlborg ägare och 1971 köpte Sten Fast anläggningen som fick en tydlig idrottsprofil. Han hade varit intendent på Tyringe kurhotell, som det nu hette, sedan 1962. På 1980-talet fungerade kurhotellet en tid som flyktinganläggning. 1985 övertog företaget Skåneväg hotellet och senare dess vd Kjell Öhman. Man gjorde konkurs på 1990-talet. Anläggningen köptes av en grupp företagare i Tyringe och några av dessa driver kurhotellet 2018. Företagargruppen hade svårt, att nå lönsamhet för sitt hotell och inte förrän man anställde Dan Åstedt som hotellchef så fick företaget ordentlig fart. Åstedt med sin personal började jobba nästan uteslutande med konferenser och numera erbjuder man förutom hotell- och restaurangverksamheten även festarrangemang, konferenslokaler, träningsläger och golfpaket.

## Byggnaden
Byggnaden var stor redan från början, men ändå betydligt mindre än den senare skulle bli; den byggdes med tiden ut flera gånger. Från början kunde man inte övernatta på själva kuranstalten utan hänvisades till pensionat i byn, men efter en tid inreddes ett tjugotal gästrum i byggnaden. I bottenvåningen fanns den billigare andra klassens badavdelning och en halvtrappa upp fanns första klass. Där fanns också sällskapsrum, läkarmottagning och gymnastikrum. På de övre våningarna fanns gästrum och utrymmen för sol- och luftbad.
Intill sanatoriet fanns en kiosk med ”storstadssortiment”, varor som efterfrågades av de långväga gästerna. Man sålde bland annat de större dagstidningarna och kunde erbjuda fotografering.

## Behandlingar
I en broschyr från 1908 erbjöd man behandling mot nervositet, nervsvaghet, neuroser, förlamningar, ischias, gikt, ledgångsreumatism, blodbrist, bleksot, sockersjuka och hjärtfel. Behandlingarna bestod av olika sorters bad, varmluft, inpackningar och såväl vila som motion i naturen. Reimers lade också vikt vid att dieten skulle vara hälsosam.
1920 erbjöds gästerna ett tjugotal olika bad:
Teslaströmmar, syrgasbad, Nauheimerbad, bågljusbad, glödljusbad, lokala glödljusbad, fyrcellsbad, högsolsbad, het inpackning med karbad, het inpackning med halvbad, ångskåp med halvbad, varmt karbad med halvbad, varmt karbad med dusch, tvålmassagebad, tallbarrsbad, hydroelektriska bad, halvbad, varma fotbad, fot- och handbad, avtvättning, luftbad, tempererad dusch och kall dusch. Varje bad betalades separat enligt en taxa. Badsalt kostade extra.
Man kunde ta korta eller längre promenader i sanatorieskogen. Det ansågs länge att ozon var nyttigt. I reklamen framhölls därför den ozonhaltiga luften i omgivningarna. Andra aktiviteter var tennis och krocket, på vintern kunde man åka skidor och kälke. Man kunde också ordineras lättare kroppsarbete. Däremot förekom inget glamoröst sällskapsliv vid anstalten. Det skulle ha stridit mot vårdfilosofin, som förordade enkelhet. I en tidningsartikel 1912 förklarade läkaren Otto Reimers att ”orsaken till flertalet sjukdomar äro att söka i ett förvändt lefnadssätt”. Man bör därför ”aflägsna det försvagande och överkultiverande och införa enkelhet och ursprunglighet i lefnadsvanorna”. Sanatoriet var en plats för vila: ”Det upprifvande lifvet i det moderna samhället med dess många kultursynder verkar i hög grad uppslitande på den mänskliga organismen. [- - -] Tyringe Sanatorium är en plats, som genom sitt läge äger de största möjliga betingelser som hvilokurort, skild som den är från de större samhällenas nervtröttande retelser.”
Man drack inte brunn. Det fanns, och finns, en källa i Tyringe som kallades Radiumkällan. Den ansågs innehålla hälsobringande radioaktivt vatten. Såväl gäster vid sanatoriet som andra kunde bege sig dit för att dricka av vattnet, men det ingick aldrig som någon del i behandlingen vid anstalten. 

## Gäster
Behandlingen på sanatoriet var inte billig, inte ens i andra klass. Det var endast bättre bemedlade personer som hade råd med vistelsen, men verksamheten blev ändå snabbt populär. Första året, 1907, hade man 570 gäster och patienter. 1918 tog man emot 1 200 badgäster. Gäster kom från Sverige, Danmark och Tyskland. Genom åren bevistades anläggningen av celebriteter som prins Oscar Bernadotte, Vilhelm Moberg, Karin Juel, Stig Järrel, Sven-Olof Sandberg och Hjalmar Gullberg. Författaren Marika Stiernstedt (1875-1954) tillbringade sina sista år på sanatoriet.